# Aktion 70
Aktion ’70 ist der Name eines gemeinnützigen Jugendhilfeträgers in Berlin. Neben Jugendwohngemeinschaften entwickelte der Träger Krisenwohnungen, Therapeutische WG, WG zur Vermeidung von U-Haft für Jugendliche und Angebote für erwachsene Obdachlose.

## Geschichte
Aktion ’70 Jugendwohngemeinschaft e.V. wurde 1970 in der Ernst-Moritz-Arndt-Gemeinde in Berlin-Zehlendorf gegründet. Ziel war der Aufbau betreuter Jugendwohngemeinschaften als Reaktion auf die damalige restriktive Heimerziehung. 1993 richtete sich der Verein konzeptionell neu aus und änderte den Namen in „Aktion ’70 – Jugendhilfe im Verbund e.V.“. Parallel dazu erweiterte der Verein mit dem Aufbau der Wohnungslosenhilfe „Ambulante Dienste“ die Angebote außerhalb der Jugendhilfe.
- 1970: Vereinsgründung in Berlin-Zehlendorf
- 1971: Aufbau der ersten Jugendwohngemeinschaft auf ehrenamtlicher Basis
- 1976: Erstmals werden sozialpädagogische Fachkräfte als Betreuer eingestellt
- 1977: Mitgliedschaft im Deutschen Paritätischen Wohlfahrtsverband; Mitbegründung des „Arbeitskreises Berliner Jugendwohngemeinschaften“
- 1978: Aufbau einer Jugendwohngemeinschaft für straffällig gewordene Jugendliche
- 1979: Einrichtung des „Telefondienstes“ zur Beratung und Vermittlung für freie Jugendwohngemeinschaftsplätze
- 1986: Mitarbeit im „Berliner Arbeitskreis Jugendberatung und Wohnen“
- 1988: Mitgründung des „Fachverbandes Betreutes Jugendwohnen“
- 1993: Angebotserweiterung in der ambulanten Jugendhilfe, Aufbau des Bereichs „Flexible Betreuung“
- 1994: Angebotserweiterung mit Hilfen nach dem Jugendgerichtsgesetz (Deutschland), „U-Haft- und Haftvermeidung für Jugendliche“
- 1997: Angebotserweiterung in der stationären Jugendhilfe, Aufbau der „Kriseneinrichtung Nogat’7“
- 1999: Eröffnung des „Wohnprojektes Platanenstraße“ mit U-Haftvermeidung und Therapeutischer Jugendwohngemeinschaft
- 2004: Angebotserweiterung außerhalb der Jugendhilfe, Aufbau der Wohnungslosenhilfe „Ambulante Dienste“ in Neukölln
- 2008: Angebotserweiterung der stationären Jugendhilfe, Aufbau des Angebotes „Bett auf Zeit“ mit und für den Bezirk Neukölln[1]
- 2010: Sprungbrett für psychiatrienahe Jugendliche in Kooperation mit dem Jugendamt Neukölln und dem Vivantes Klinikum als Modellprojekt[2]
- 2012: Ab in’s Leben, tagesstrukturierendes Angebot für Jugendliche ohne Schulplatz, in Kooperation mit der Obdachlosenhilfe – Die Brücke[3]
- 2013: Aktion’70 ist Unterzeichnerin der Initiative Transparente Zivilgesellschaft
- 2017: Eröffnung der „Kriseneinrichtung Forsthausallee“

## Selbstverständnis und Leitbild
Aktion ’70 versteht sich als Verbund, der sinnvolle Übergänge zwischen den verschiedenen Hilfeformen gewährleistet und dadurch Hilfeprozesse optimiert. Jungen Menschen werden Betreuungsformen angeboten, die ihren augenblicklichen Lebenssituationen nach fachlichen Erwägungen und ihren eigenen Wünschen besonders geeignet erscheinen.
Dieses Netzwerk ermöglicht sinnvolle Übergänge zwischen den Angeboten, verhindert negative Folgen einer Versäulung von Hilfen und optimiert die Rahmenbedingungen durch qualitätssichernde Maßnahmen.
Vorrang von Qualität und Inhalt vor Gewinn und Quantität. Es geht um das Erlernen von ‚Selbständigkeit in Selbständigkeit’.
Der Status der Gemeinnützigkeit bedeutet Orientierung an den ideellen Zielen und nur nachrangig an betriebswirtschaftlichen Zielen.
Aktion ’70 arbeitet in sogenannten Arbeitsgemeinschaften nach § 78 SGB VIII und ist Mitglied im Paritätischen Wohlfahrtsverband und der Initiative Transparente Zivilgesellschaft.

## Einrichtungen des Trägers
Kriseneinrichtungen Nogat‘7 und Forsthausallee
21 Plätze für Kinder und Jugendliche zwischen 12 und 18 Jahren, Arbeitsschwerpunkte: Krisenintervention und Sozialpädagogische Perspektivklärung (Clearing).
Bett auf Zeit
Niedrigschwelliges Übernachtungsangebot mit geringer Betreuung.
Sprungbrett
Intensives Betreuungsangebot für hochauffällig agierende Jugendliche mit Bindungsstörungen.
Betreutes Jugendwohnen
53 Plätze in Wohngemeinschaften, Betreutem Einzelwohnen und einer Mädchenwohngemeinschaft.

## Geschäftsführung und Vorstand
Die Geschäfte wurden viele Jahre lang von Roland Geiger geführt; heute ist Roland Zeeck Geschäftsführer. Zu den bekannten ehemaligen Vorständen gehörten z. B. Armin Emrich, Peter Schruth und Manfred Günther; langjähriger Vorstand – bis heute – ist Gabriele Bindel-Kögel (von 1992 bis 1994 auch Wissenschaftliche Mitarbeiterin bei Aktion ’70 zur Evaluation des Jugendhilfe-Verbundes).